# Cuisine des Pouilles

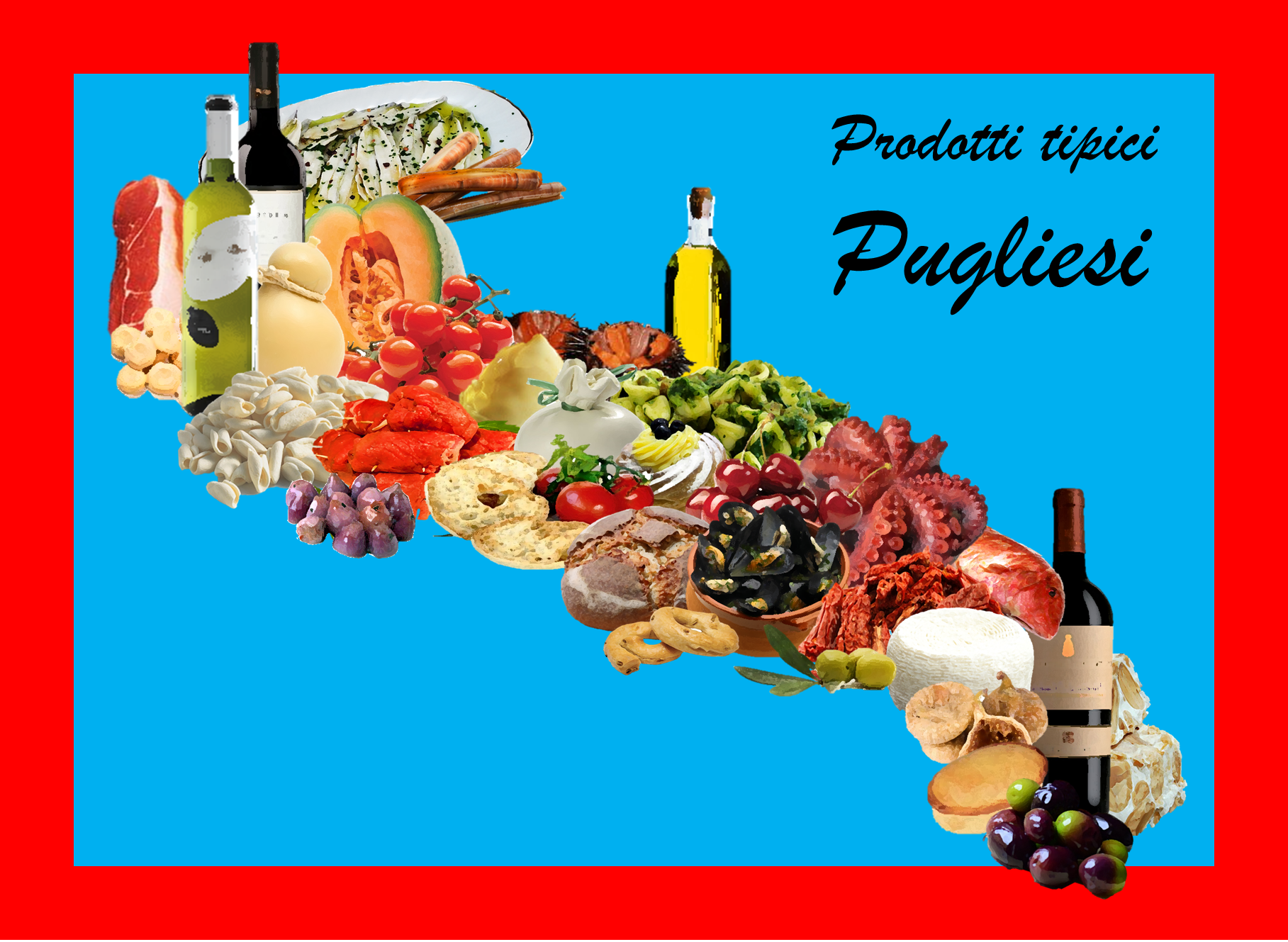
Produits typiques des Pouilles.

La cuisine des Pouilles est constituée des traditions et pratiques culinaires de la région des Pouilles, en Italie. À partir du Moyen Âge, la résidence permanente de la noblesse dans la région a progressivement diminué, ce qui a entraîné la disparition de leur cuisine noble au fil du temps. Comme les gens du peuple souffraient de la pauvreté, leur tradition culinaire s'est adaptée pour utiliser des aliments simples et bon marché. Le pain, les légumes et les pâtes occupent une place prépondérante dans la cuisine. Les fruits, le poisson et le vin sont également consommés fréquemment, mais la viande joue un rôle mineur. La cuisine des Pouilles est connue comme un exemple de cucina povera ou « cuisine du pauvre », mais cela caractérise sa simplicité plutôt que sa qualité. En fait, la simplicité des plats permet de mettre en avant la qualité des ingrédients locaux et saisonniers.

## Festivals gastronomiques deSagre
Les fêtes gastronomiques des Pouilles mettent en valeur la cuisine, les traditions culinaires et la culture locales. Bien qu'ils ne soient pas propres aux Pouilles - les festivals de sagre sont l'un des secrets alimentaires les mieux gardés d'Italie - la nourriture fait partie intégrante de l'identité de la région et ce sont des occasions intensément sociales où vous pouvez festoyer aux côtés des habitants.

## Histoire
Après la période de la Grande-Grèce, les Pouilles n'ont jamais eu d'autonomie politique. Elle a toujours été une région périphérique d'un État plus vaste. Du Moyen Âge jusqu'à l'unification de l'Italie au XIXe siècle, les Pouilles ont été contrôlées par le royaume de Naples, puis par le royaume des Deux-Siciles. Elle était gouvernée depuis Naples en Campanie, la capitale des deux royaumes.
La noblesse, qui possédait de grandes étendues de terres dans les Pouilles, préférait vivre à Naples. S'ils passaient du temps dans les Pouilles, c'était pour de brèves inspections de leurs propriétés et la collecte des profits. En conséquence, la cuisine de la noblesse a commencé à disparaître dans les Pouilles au cours des XVIIIe et XIXe siècles. La cuisine des monastères, qui étaient présents en grand nombre dans les Pouilles, n'a jamais fait partie de la tradition locale. En tant qu'institutions charitables qui soutenaient les pauvres, la nourriture qu'ils leur servaient se limitait à des soupes.
En raison de ces facteurs, la cuisine des gens du peuple définit la gastronomie des Pouilles. Historiquement, les Pouilles étaient une région pauvre, ce qui signifie que les ingrédients devaient être abordables, locaux et saisonniers. En raison de cette frugalité, les légumes ont joué un rôle important. Les plats sont simples, sans préparation élaborée. La cuisine des Pouilles est souvent qualifiée de cuisine paysanne ou cucina povera, la « cuisine des pauvres ». Malgré cela, les plats sont plus riches et plus complexes que le nombre d'ingrédients et la simplicité des méthodes de cuisson ne le laissent supposer.
Le premier livre de cuisine des Pouilles est Il Libro della Cocina de 1504, qui traite de la cuisine de la noblesse. Il contient quelques recettes qui ne sont pas apuliennes, mais qui sont devenues partie intégrante de la tradition locale au fil du temps. Cela démontre que les Apuliens étaient désireux d'adopter les pratiques culinaires d'autres régions et de les intégrer à leur propre cuisine.
À l'époque moderne, la cuisine des Pouilles distingue les entrées, les plats principaux et secondaires. Les plats séparés sont un ajout relativement nouveau à la cuisine, car dans le passé, un repas était composé d'un seul plat. De nombreux plats servis aujourd'hui en apéritif ont été inspirés par des plats uniques qui constituaient un repas entier. Certains plats qui sont aujourd'hui servis en entrée peuvent encore être assez copieux et riches en ingrédients, ce qui reflète leur utilisation comme plat unique pour l'ensemble du repas.

## Ingrédients et plats

### Snacks et amuse-gueules

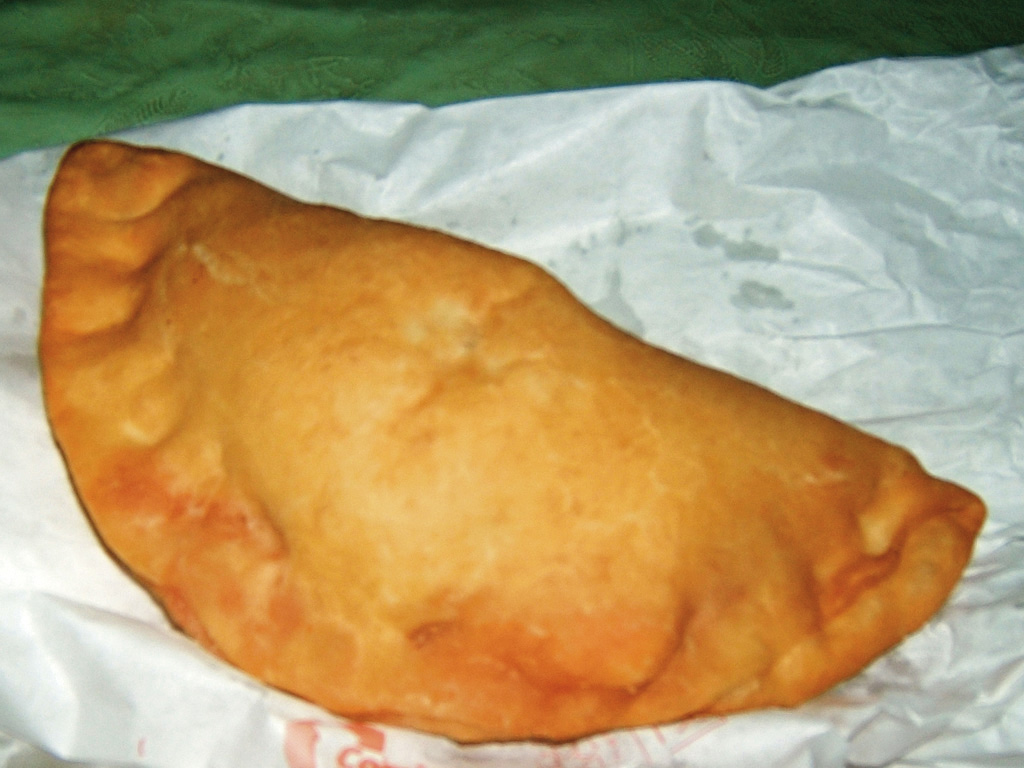
Le panzerotto est un chausson, traditionnellement frit et souvent rempli de mozzarella et de tomate.

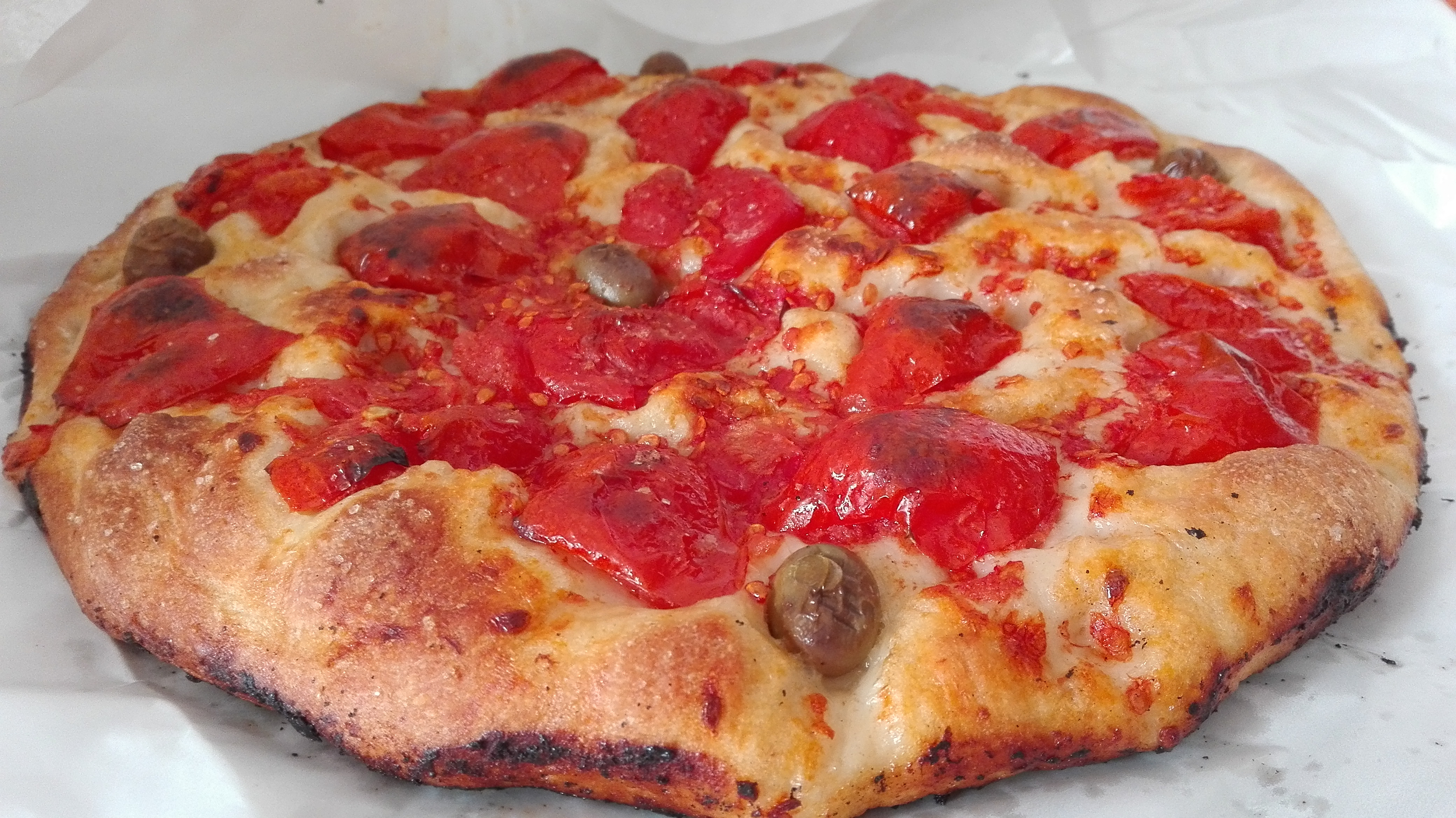
Focaccia Barese.

De nombreux aliments consommés en guise d'en-cas ou d'apéritif sont à base de pain. La puccia (pluriel : pucce) est un petit pain plat et rond dont la pâte peut être mélangée ou non à des olives. La version avec olives se mange telle quelle, mais la version sans olives est ouverte en tranches et farcie de nombreuses sortes de légumes, de viande ou de fruits de mer. Le panzerotto est un chausson rempli de diverses farces. Une combinaison de tomates et de mozzarella est populaire. Ils sont similaires à la calzone de Naples, mais sont plus petits et utilisent une pâte plus souple. Ils peuvent être cuits au four comme les calzone, mais la friture est traditionnelle,. La Focaccia Barese est une variante locale de la focaccia originaire de Bari, qui est recouverte de tomates, d'origan et éventuellement d'olives, avec un filet d'huile d'olive sur le dessus.
Le rustico qui est populaire dans la région de Lecce n'utilise pas de pain mais une pâte feuilletée comme base. La pâte est remplie de sauce béchamel, de mozzarella et de sauce tomate, puis cuite au four. Les scagliozzi sont peut-être la seule façon populaire de manger de la polenta dans les Pouilles. La polenta est préparée normalement, puis on la laisse refroidir et sécher. Elle est ensuite coupée en tranches et frite. Les pettole sont des croquettes frites à partir d'une pâte liquide à base de farine et de levure, qui peut contenir des pommes de terre bouillies. Il existe à la fois des versions aromatisées avec de petits morceaux de poisson ou de légumes et des versions sucrées.
Les taralli sont des biscuits toriques populaires fabriqués avec de la farine, de l'huile d'olive, du vin blanc et du sel, ainsi que d'autres ingrédients. La version classique utilise des graines de fenouil, mais ils existent en de nombreuses variantes et peuvent être salés ou sucrés. Ils sont consommés tels quels ou trempés dans du vin.

### Pains

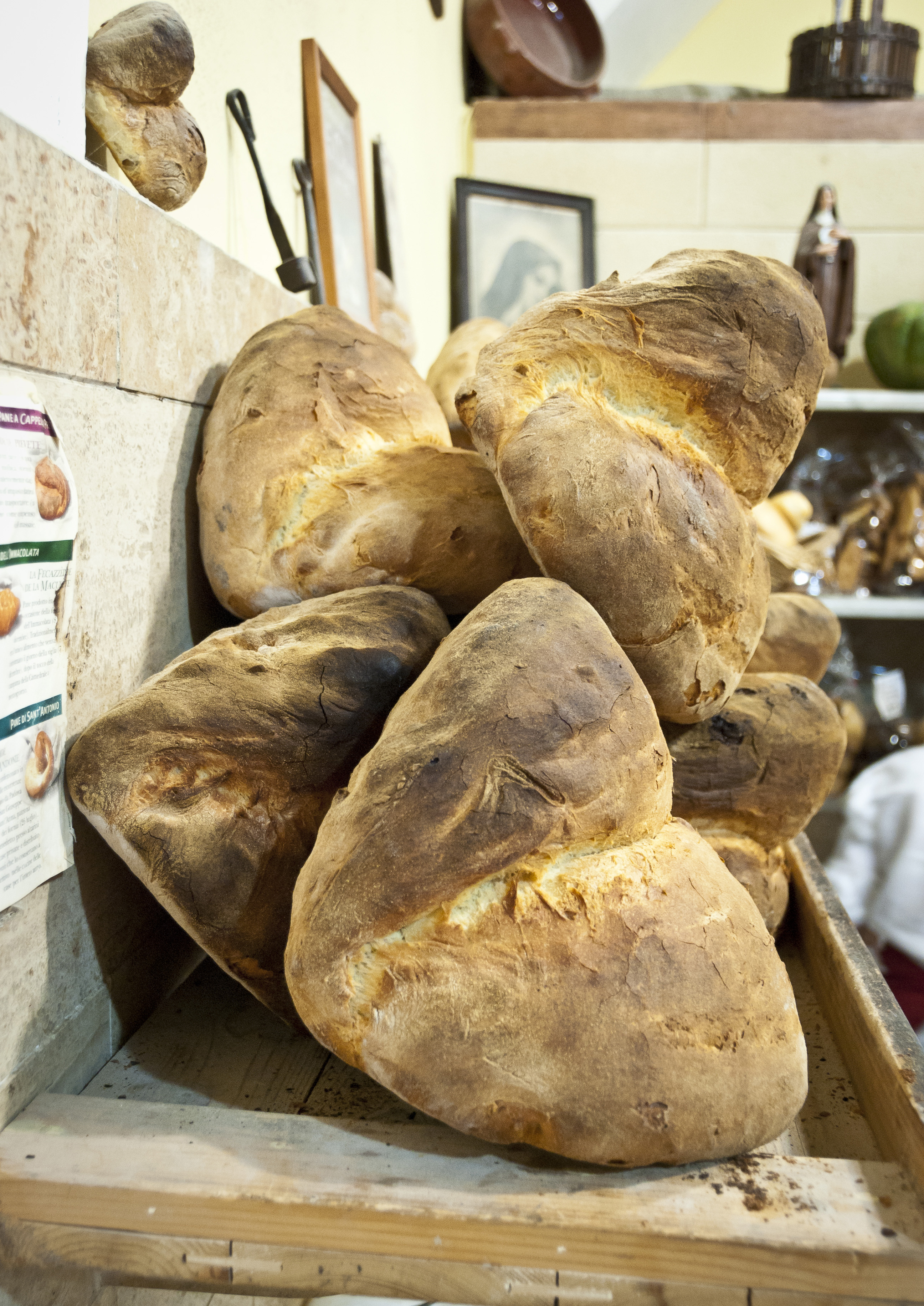
Pane tradizionale di Altamura, un pain entièrement composé de farine de blé dur.

Le pain est un élément très important du régime alimentaire des Pouilles. La grande majorité du blé cultivé dans les Pouilles est du blé dur ; la production de blé tendre est minime. Pour cette raison, de nombreux types de pain sont fabriqués entièrement ou partiellement avec du blé dur. Les pains les plus réputés sont le Pane di Altamura, le Pane di Laterza et le Pane di Monte Sant'Angelo. Le Pane di Altamura a obtenu le statut d'appellation d'origine protégée (AOP) dans l'Union européenne (UE) et est fabriqué entièrement avec de la farine de blé dur, tout comme le Pane di Laterza. Le Pane di Monte Sant'Angelo se distingue car il est traditionnellement fabriqué uniquement avec de la farine de blé tendre.
La frisella est un pain qui se conserve longtemps, ce qui en fait une bonne alternative au pain frais. Elle a une forme toroïdale avec un trou au centre, ce qui facilite son enfilage pour le stockage et le transport. La pâte est fabriquée avec de la farine de blé, de blé dur ou d'orge. Après une première étape de cuisson au four, la frisella est coupée horizontalement puis remise au four jusqu'à ce qu'elle soit complètement sèche. Avant d'être consommée,elle est trempée dans l'eau jusqu'à ce qu'elle soit encore croustillante mais pas pâteuse. Elle est ensuite consommée avec différentes garnitures,.
Au lieu de se débarrasser du pain rassis, de nombreux plats ont été inventés dans les Pouilles pour le rendre agréable au goût. La cialledda, également appelée aquasale, en fait partie. Après avoir trempé le pain dans l'eau pour la ramollir, elle est combinée avec des tomates, de l'huile d'olive et du sel. Le pancotto est similaire, mais plus élaboré avec plus d'ingrédients. Le pain rassis est également utilisé pour faire de la chapelure qui peut être utilisée comme garniture pour plusieurs plats.

### Fromages

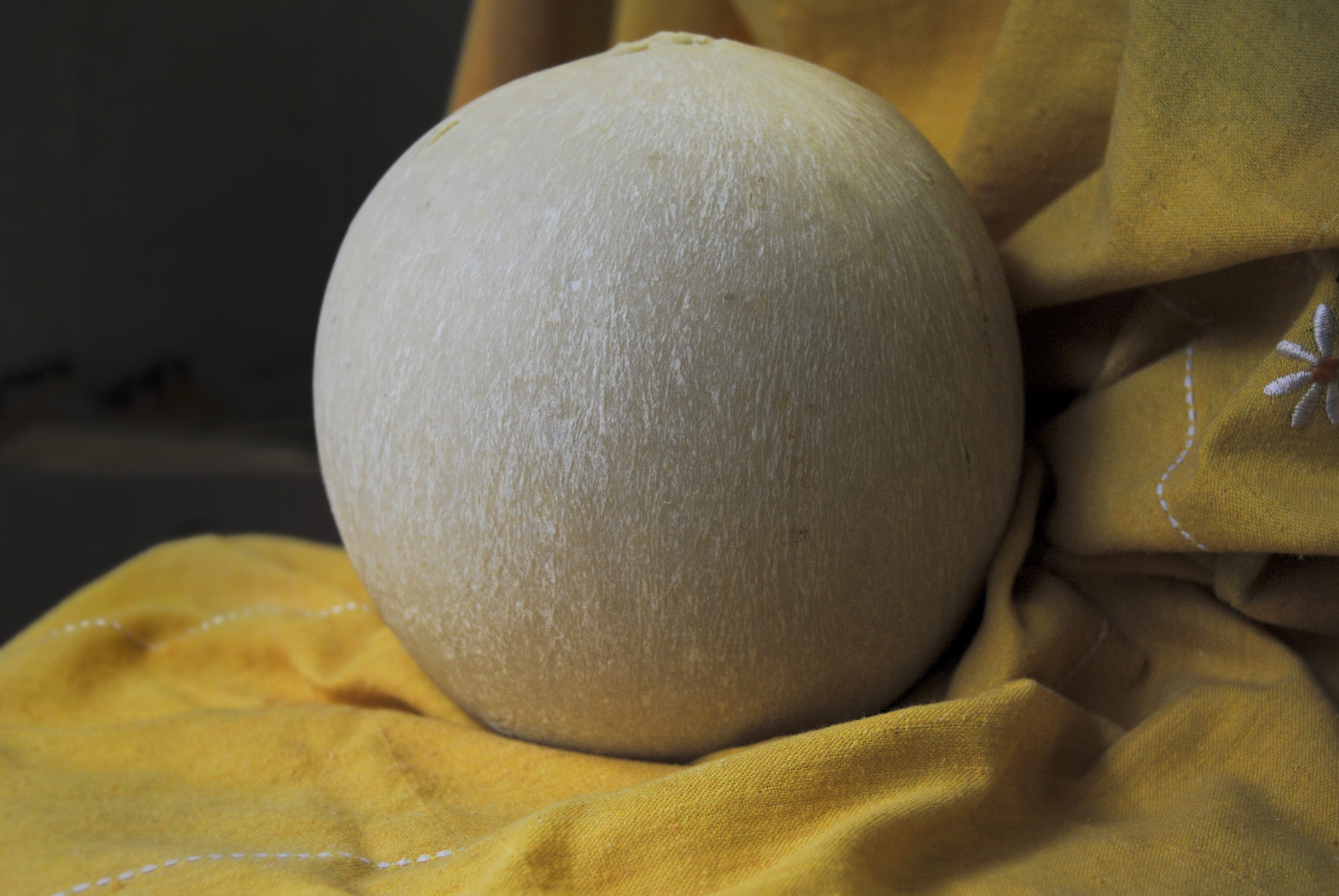
Pallone di Gravina.

La burrata au fromage frais est le fromage des Pouilles le plus connu au niveau international. Ce fromage se compose d'une enveloppe extérieure de mozzarella qui est remplie de stracciatella di bufala et de crème. Seule la burrata di Andria est protégée par une indication géographique protégée (IGP) par l'UE, de sorte que le nom générique est également utilisé pour la burrata produite en dehors des Pouilles. 
Les fromages AOP des Pouilles sont le vieux caciocavallo silano, le canestrato pugliese et la mozzarella di Bufala Campana. Les autres fromages sont le caciocavallo podolico, la cacioricotta pugliese, le pallone di Gravina et plusieurs variétés de ricotta, dont la ricotta forte à la saveur particulièrement forte.

### Fruits

#### Olives
Comme dans d'autres régions du Mezzogiorno, l'huile d'olive est la principale matière grasse utilisée pour la cuisson. Alors que les olives de table sont maintenant fréquemment servies en apéritif, elles étaient encore plus importantes dans le passé car elles étaient souvent le seul aliment disponible avec le pain. Les Pouilles sont le plus grand producteur d'huile d'olive et d'olives de table d'Italie avec de nombreuses variétés locales. Pas moins de cinq de ces huiles et une olive de table, respectivement les Collina di Brindisi, Dauno, Terra di Bari, Terra d'Otranto, Terre Tarentine et La Bella della Daunia, sont protégées sous le statut AOP.

#### Autres
De nombreux fruits se dégustent en dessert à la fin d'un repas. L'arancia del Gargano et la clémentine del Golfo di Taranto sont respectivement une orange et une clémentine bénéficiant de l'AOP. Le limone femminello del Gargano est un citron qui a obtenu le statut IGP. Le fruit du figuier de Barbarie qui parsème la campagne est également consommé.

### Soupes
Les soupes sont particulièrement populaires comme plats en hiver, avec principalement des légumes, des légumineuses et des pâtes courtes. Le pain est également souvent inclus, soit en accompagnement, soit directement dans la soupe. Les plats de pain, cialledda et pancotto, peuvent également être préparés sous forme de soupe si un bouillon de légumes est ajouté. Une soupe du Salento s'appelle cecamariti, signifiant littéralement « aveugler le mari ». Le plat tire son nom de son apparence impressionnante, qui cache sa facilité de préparation; Il existe également des soupes de poisson, qui présentent un bouillon riche en raison de l'ajout de petits poissons ayant conservé leurs arêtes.

### Pâtes

Orecchiette.

Les œufs sont un ingrédient essentiel pour confectionner les pâtes dans l'Italie du Nord, mais dans les Pouilles et dans d'autres régions du sud de l'Italie, seules de la semoule et de l'eau sont utilisées, principalement pour des raisons économiques, car les œufs étaient considérés comme trop précieux pour un plat de tous les jours comme les pâtes. Omettre les œufs de la pâte à pâtes a permis leur utilisation dans d'autres plats.
L' orecchiette est considérée comme la forme de pâtes emblématique des Pouilles, mais il existe également de nombreuses autres formes de pâtes, notamment les cavatelli, les capunti (typiques du plateau de Murge), les troccoli (dans la Province de Foggia), les lasagnes et les sagne. L'orrechiette est fréquemment associée au brocoli-rave, frit dans l'orrechiette con le cime di rape. À côté des combinaisons familières de pâtes avec des sauces tomates, de la viande et des fruits de mer, il existe des accords typiques des Pouilles avec des légumes. Par exemple, le ciceri e tria utilise des pois chiches et la lagane con puré di fave utilise de la purée de fèves.
Les pâtes peuvent également être préparées avec du grano arso (« grain brûlé »). Dans le passé, les épis de céréales restants étaient récoltés dans les champs après la récolte des céréales, lorsque les chaumes étaient brûlées pour nettoyer le champ. Alors que cela se faisait autrefois par extrême pauvreté ou frugalité, les pâtes à base de grano arso sont désormais considérées comme un mets de choix.

### Légumes

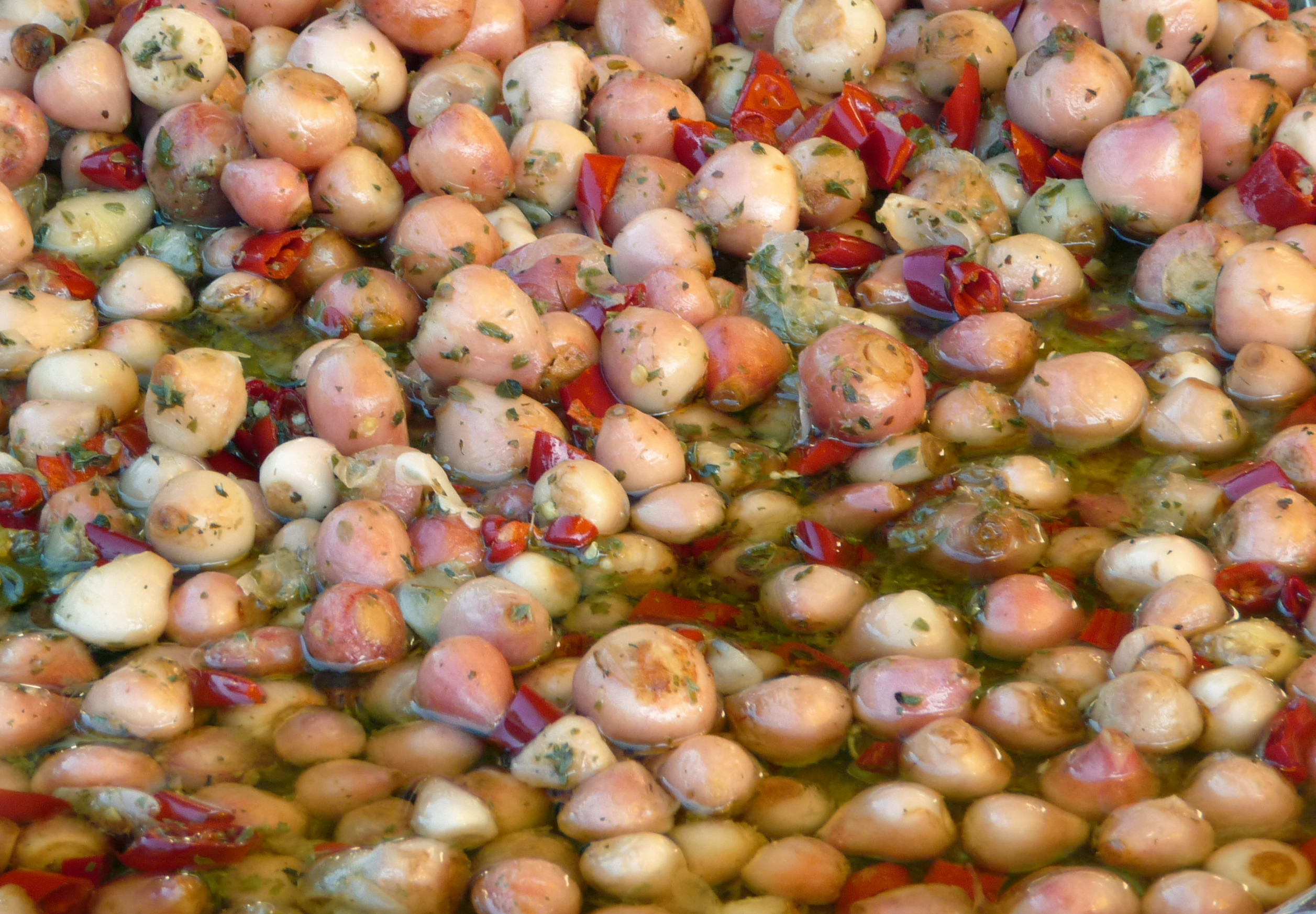
Lampascioni (bulbes de Muscari à toupet) conservés sott'olio, dans l'huile d'olive.

Les fèves et le brocoli-rave sont les légumes emblématiques des Pouilles. La fève est l'aliment de base de la région depuis des milliers d'années. Sous sa forme séchée et fendue, c'est l'ingrédient principal du plat populaire fave e cicoria. Les autres légumes fréquemment utilisés sont le fenouil, la courgette, l'artichaut, le poivron, le chou-fleur, l'aubergine, la chicorée sauvage, le champignon cardoncello et le brocoli. Le carciofo Brindisino et le lenticchia di Altamura sont respectivement des artichauts et des lentilles qui ont obtenu le statut IGP de l'UE.
De nombreux légumes sont conservés selon la méthode sott'olio, c'est-à-dire « sous l'huile ». Les légumes sont d'abord bouillis dans du vinaigre de vin blanc. Après avoir été mélangés à des épices et des herbes, ils sont placés dans des bocaux, puis sont recouverts d'huile d'olive en remplissant le bocal, afin qu'ils ne soient pas en contact avec l'air. Cela permet aux légumes d'être conservés jusqu'à un an et améliore également leur saveur.
La cuisine des Pouilles utilise également des légumes moins connus. Le Muscari à toupet pousse largement à l'état sauvage et est utilisé pour son bulbe. Connus sous le nom de lampascioni dans les Pouilles, les bulbes sont généralement bouillis dans de l'eau et assaisonnés d'huile d'olive, de vinaigre, de sel et de poivre noir. Ils peuvent également être grillés ou frits.
La variété de pois chiche noire était consommée plus souvent avant les années 1950, mais la production a chuté car a été remplacée par des cultures plus rentables et des légumineuses aux temps de cuisson plus courts. Aujourd'hui, la production est centrée sur le plateau de Murge. Parce qu'elle a un goût plus fort que la variété blanche, elle est souvent simplement bouillie dans de l'eau et servie avec de l'huile, éventuellement combinée avec de petites pâtes.
La gesse (cicerchia) était populaire dans les livres de cuisine des années 1600, mais elle est depuis tombée en disgrâce car la plante fournit un rendement limité et est toxique si elle est consommée comme aliment de base. Ces dernières années, la plante a été redécouverte et est cultivée dans le Murge et le Salento. Elle est utilisée dans les soupes et les ragoûts.

### Produits de la mer

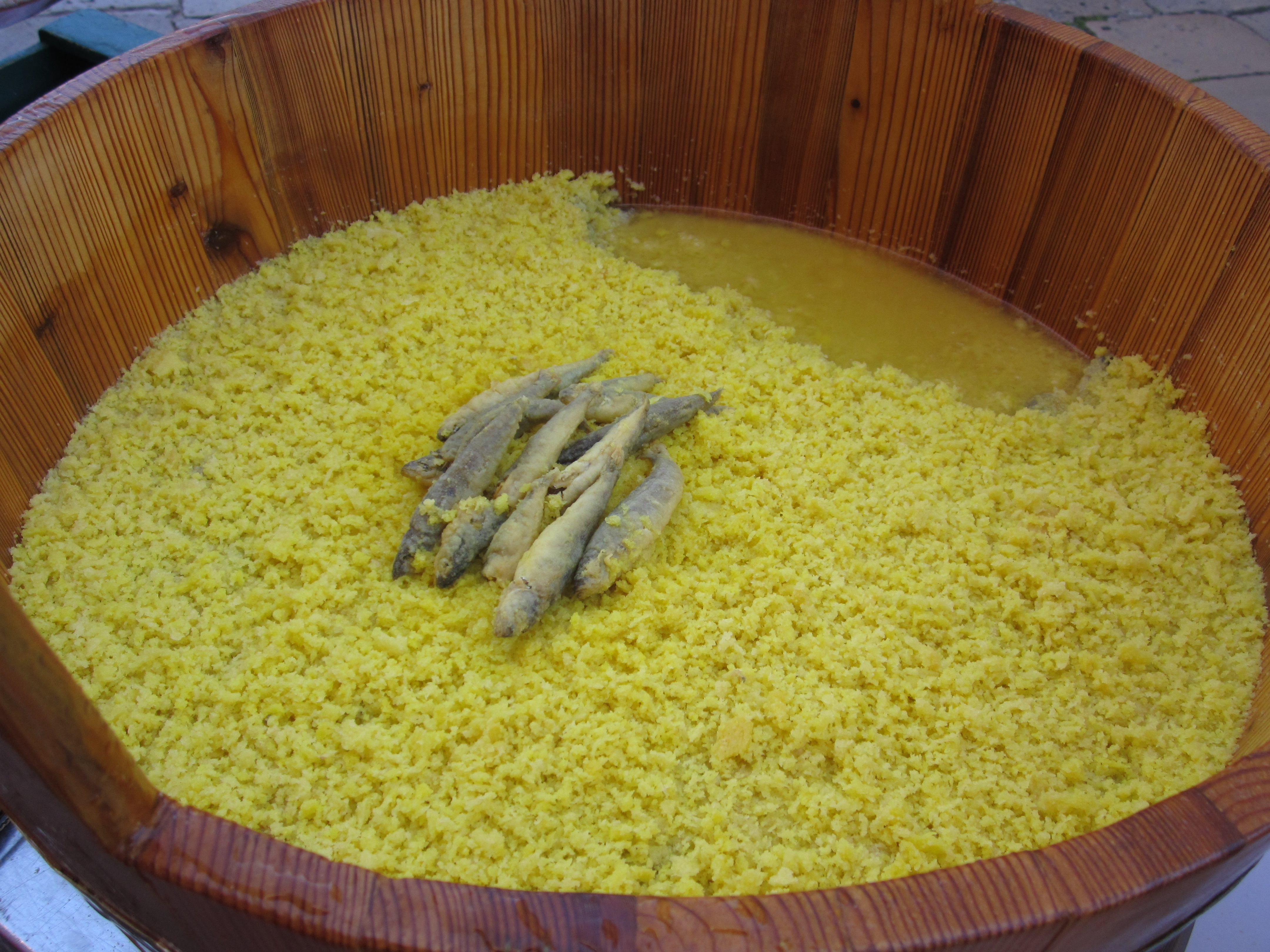
Scapece.

Les Pouilles étant une péninsule, elles ont un long littoral et la mer n'est jamais très loin. Les produits de la mer constituent une partie importante de sa cuisine. La grande variété de produits de la mer disponibles comprend la dorade, le poulpe, les crevettes, les huîtres, les anchois, les moules et les palourdes. La région a été comparée au Japon pour son amour du poisson cru.
L'un des plats les plus populaires est la tiella, un plat mijoté avec du riz, des pommes de terre et des moules. Cette version est originaire de Bari, mais il existe de nombreuses variations locales provenant de Foggia, Tarente et du Salento. Certaines d'entre elles n'incluent même pas les fruits de mer.
Le scapece est un plat de poisson de Gallipoli qui se distingue par sa méthode de conservation. Semblable à l'escabèche, le poisson est frit puis conservé dans du vinaigre de vin rouge avec de la chapelure et du safran pour prolonger considérablement sa durée de conservation. Certains plats utilisent de la morue salée (baccalà), l'un des très rares ingrédients importés.

### Viande
Dans le passé, la viande était rare en raison de son coût. Pour cette raison, ce n'est pas un élément important de la cuisine des Pouilles. La viande bovine manquait presque toujours dans l'alimentation, car le bétail était utilisé pour les travaux agricoles ou élevé pour le lait. Il n'était abattu que lorsqu'il était très vieux. De même, la prédominance de la viande de cheval s'explique par l'abattage des chevaux boiteux qui ne pouvaient plus travailler. La viande de mouton, la volaille et le lapin, souvent élevés à la ferme, et dans une moindre mesure le gibier, étaient les principales sources de viande. Une ferme élevait un seul porc, dont chaque partie était utilisée lors de son abattage. Une partie de sa viande était consommée directement, mais la majeure partie était conservée sous forme de jambon, de saucisses et de salami.
La recette des Pouilles du ragù diffère de la version préparée dans d'autres régions italiennes. Traditionnellement, la pulpe de tomate séchée au soleil (conserva) est utilisée comme base, qui est ensuite frite dans de l'huile d'olive avec de l'eau, des tomates fraîches et éventuellement du piment et du vin rouge. Ensuite, des brageole de viande (ou involtini) sont ajoutés, qui peuvent être utilisés avec la sauce pour agrémenter les plats de pâtes. Outre les morceaux de viande de qualité, il existe aussi des recettes qui font appel à des abats sous forme de roulades et de pieds de porc.

### Desserts

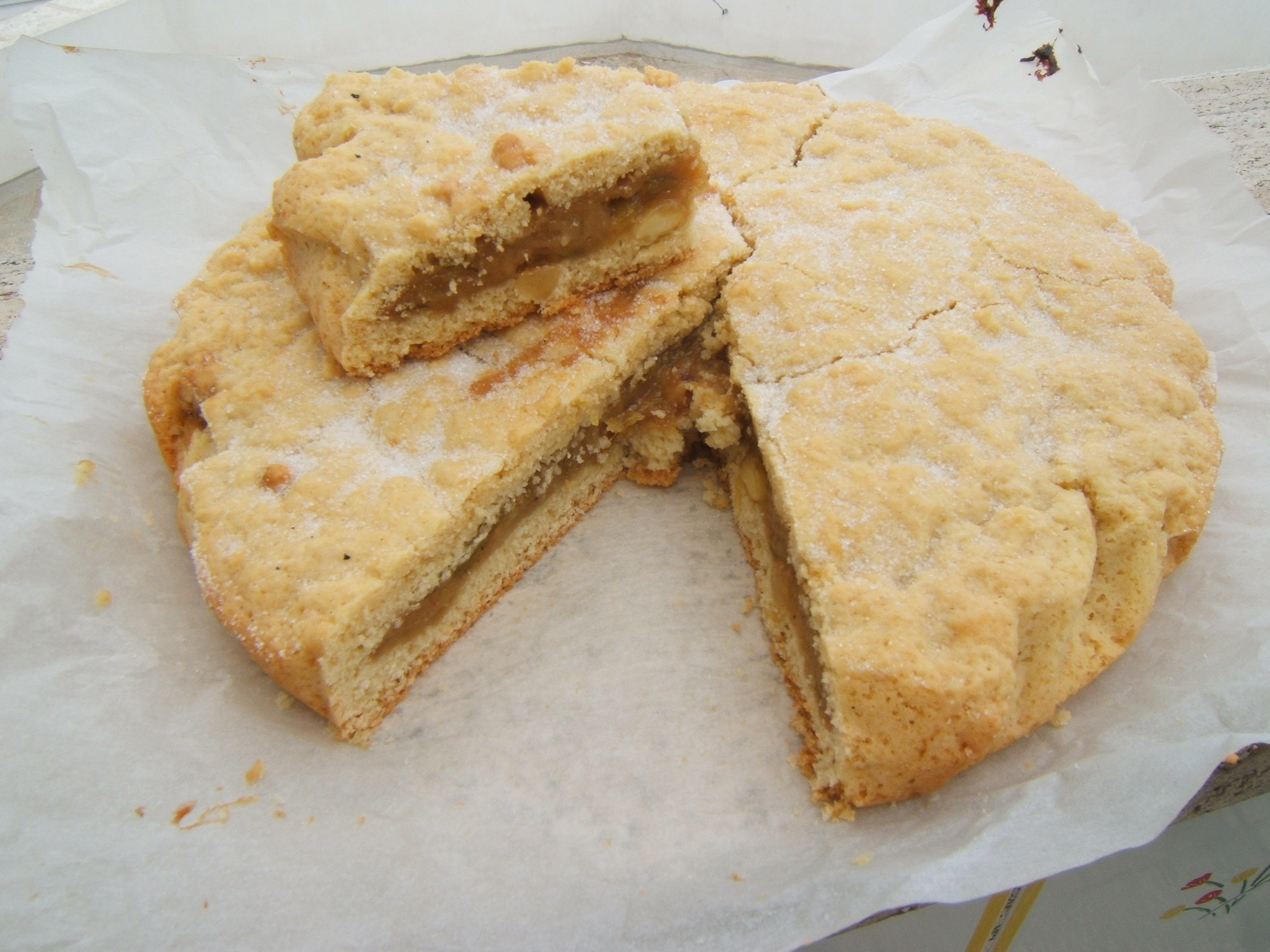
Torta pasticciotto fourrée aux amandes et aux figues.

Les ingrédients des desserts sont parfois influencés par le Moyen-Orient et comprennent des amandes, des figues, des noisettes, des pistaches et des épices. L'édulcorant traditionnel est le miel, qui est encore fréquemment utilisé. La ricotta douce et fraîche est également utilisée.

## Vins
En 2017, les Pouilles ont dépassé la Vénétie en tant que plus grande région viticole d'Italie, avec une production totale de 9 070 112 hectolitres. Depuis des siècles des raisins à forte teneur en alcool y sont produits, qui ont été utilisés par d'autres régions d'Italie et de France pour les mélanger avec leurs propres vins. Depuis les années 1990, les viticulteurs des Pouilles ont commencé à prendre plus de risques et à utiliser des techniques de vinification plus innovantes. Aujourd'hui, des vins sont produits avec de nombreux cépages indigènes différents. Le vin le plus connu au niveau international est le Primitivo di Manduria, mais il existe de nombreuses autres variétés telles que le Negroamaro, le Bombino Bianco, le Pampanuto, le Verdeca, le Bianco d'Alessano et le Susumaniello.

### Sources
- (en) Dario Ersetti, « Pasta with black chick peas from the Foggia Murge », sur Bridge Puglia USA, février 2018a
- (en) Dario Ersetti, « Puccia, pizzi and other delicacies », sur Bridge Puglia USA, février 2018b
- Dario Ersetti, « Lecce’s "rustico" », sur Bridge Puglia USA, février 2018c
- Dario Ersetti, « The scapece of Gallipoli », sur Bridge Puglia USA, février 2018d
- (en) Luigi Formisano, « Cicerchia: In pursuit of old-time flavors », sur Bridge Puglia USA, février 2018
- (en) « Crops: Cereals and legumees, roots, bulbs and tubers », Istat, 2019 (consulté le 31 mars 2019)
- (en) « Crops: Grapes, wine, olives, oil », Istat, 2018 (consulté le 31 mars 2019)
- (en) Luca Lorusso et Vivienne Polak, Sharing Puglia, Melbourne, Hardie Grant Books, 2015 (ISBN 9781742708485)
- (it) Michele Pizzillo, « Aria del Gargano, sale marino nasce il pane di Monte Sant'Angelo », La Republica,‎ 12 juillet 2002 (lire en ligne, consulté le 12 mars 2014)
- (en) William dello Russo, Puglia in Cucina: The Flavours of Apulia, Sime Books, 2016 (ISBN 9788895218199)
- (en) Nicola Sbisà, Savour Apulia: Traditional Recipes, Bari, Mario Adda Editore, 2009 (ISBN 9788880828099)
- (en) Linda Schneider, « A New Chickpea From the Old World », sur TASTE, 16 janvier 2018